# Parlamentsmedlem
Et parlamentsmedlem er et medlem af en lovgivende forsamling – et parlament. Afhængig af betegnelsen på et lands parlament kan medlemmerne have forskellige betegnelser, men i de fleste lande bruges en betegnelse, der omfatter "medlem af" og navnet på det lokale parlament på det lokale sprog. En generel forkortelse for et parlamentsmedlem er MP, der står for Medlem af Parlamentet.

## Eksempler på betegnelser for forskellige lande

### Norden
- Danmark: Et medlem af Folketinget kaldes "folketingsmedlem" (forkortes MF for Medlem af Folketinget)
- Færøerne: Et medlem af Løgting (Lagtinget) kaldes "tingmenn" og "tingkvinnur" – på dansk "lagtingsmedlem".
- Grønland: Et medlem af Landstinget kaldes "landstingsmedlem".
- Norge: Et medlem af Stortinget kaldes "Stortingsrepresentant".
- Sverige: Et medlem af Riksdagen kaldes "riksdagsmedlem".
- Island: Et medlem af Alþingi kaldes "alþingsmann" (altingsmedlem).

### Resten af Europa
- EU: Et medlem af Europa-Parlamentet kaldes "europa-parlamentsmedlem" (forkortes MEP for Medlem af Europa-Parlamentet).
- Storbritannien: Et medlem af Underhuset kaldes "Member of Parliament", fork. MP, mens et medlem af Overhuset kaldes en "Lord" eller en "Peer".
- Tyskland: Et medlem af Forbundsdagen kaldes "Mitglied des Deutschen Bundestages" (medlem af den tyske forbundsdag), mens et medlem af Forbundsrådet kaldes "Mitglied des Deutschen Bundesrates".
- Frankrig: Et medlem af Assemblée Nationale (Nationalforsamlingen) kaldes "Député" (deputeret), mens et medlem af Sénate (senatet) kaldes "sénateur" (senator).
- Italien: Et medlem af Parlamento Italiano kaldes "parlamentaro". Der er tale om et tokammersystem bestående af Camera dei Deputati og Senato della Repubblica, hvortil medlemmerne betegnes "deputati" og "senatori".

### Øvrige verden
- USA: Et medlem af Congress of the United States kaldes "member of the Congress". Kongressen er opdelt i Senatet, hvortil medlemmerne kaldes "senators", og House of Representatives, hvortil medlemmerne kaldes "representatives".